# Akim Camara
Pour les articles homonymes, voir Camara.
Akim Camara, né le 26 septembre 2000 à Berlin, est un enfant prodige, violoniste qui a commencé à jouer à l'âge de cinq ans.

## Carrière musicale
En mai 2003, à l'âge de deux ans et demi, Akim a suivi des cours de violon donnés par Birgit Thiele, instructrice à l'école de musique Marzahn-Hellersdorf. Akim était encore à ce moment-là dans les couches et parlait le charabia, comme tout enfant en bas âge, mais il se souvenait des parties de musique entendues et des noms de tous les instruments d'orchestre. Ému par sa mémoire et son "oreille naturelle pour la musique", le professeur d'Akim commença à enseigner au tout-petit deux fois par semaine en séances de 45 minutes. Akim participait avec enthousiasme et, grâce en partie à sa mémoire, le tout-petit apprenait rapidement. Après six mois de formation relativement légère, Akim a fait ses débuts en décembre 2003 à l'âge de trois ans dans un concert de Noël  "Schneeflöckchen, Weissröckchen" de l'école de musique Marzahn-Hellersdorf.
Birgit Thiele et le directeur de l'école de musique, Gudrun Mueller, ont parlé du prodigieux talent d'Akim à André Rieu, par le biais du site Web du célèbre violoniste néerlandais. Rieu répondit rapidement. Il a envoyé une équipe de tournage à Berlin pour filmer Akim au violon. Ce qu'il a vu l'a stupéfait. Il s'est empressé de passer à l'action et a invité les parents et la grand-mère du garçon à son studio de Kerkrade aux Pays-Bas , lavec Akim. La performance d'Akim, trois ans, au studio, fut apparemment si impressionnante qu'elle a laissé tous les membres de l'orchestre dans l'étonnement et l'incrédulité.
En deux semaines, en juillet 2004, Akim se produisait avec Rieu en concert au Parkstad Limburg Stadion de Kerkrade, rempli à pleine capacité par 18 000 personnes, sur un violon de petite taille et portant un minuscule smoking de concert fait sur mesure et des chaussures vestimentaires. Après avoir amusé la foule avec un " tour d'eau ", Akim a interprété le concertino pour violon de Ferdinand Kuchler en sol, opus 11, suivi d'un bref rappel. Akim est sorti de scène juste après deux ovations massives et des acclamations rugissantes.
Après le succès de la performance d'Akim, il a dû être essentiellement caché à l'œil du public, car de nombreuses chaînes de télévision allemandes ont commencé à le poursuivre pour des apparitions. Rieu a pris Akim sous son aile, payant pour ses leçons de violon et piano et supervisant son enseignement (à la fois musical et autre) de sorte qu'Akim restera "un gentil garçon" et ne deviendra pas "un enfant prodige insupportable" comme le craignait Rieu  sans son influence.
Grâce à sa capacité de mémoriser une pièce musicale après l'avoir entendue, le talent d'Akim s'est développé rapidement et son enthousiasme juvénile et sa passion pour le violon n'ont fait que croître. Après une interview et une apparition dans une émission de télévision danoise, le jeune prodige s'est de nouveau produit avec André Rieu. Cette fois-ci, Akim jouait des pièces plus exigeantes, Dance of the Fairies de Felix Mendelssohn et au Radio City Music Hall de New York, ainsi qu'avec un violon plus grand. Il a aussi chanté "Pie Jesu" avec Carla Maffioletti.
Depuis, Akim s'est produit à la télévision avec Wolfgang Fischer et Richard Clayderman.